# 內布拉斯加號戰艦
內布拉斯加號戰艦（舷號BB-14）是一艘隸屬於美國海軍的戰艦，為維珍尼亞級戰艦的二號艦。她是美軍第一艘以內布拉斯加州為名的軍艦。
內布拉斯加號在1902年於西雅圖莫蘭兄弟造船廠（Moran Brothers Shipyard）開始建造，並在1904年下水，最終在1907年服役。稍後內布拉斯加號參與美國大白艦隊（Great White Fleet）的環球航行，並支援美國在坦皮科事件後入侵韋拉克魯斯。美國參與第一次世界大戰後，內布拉斯加號主要用作訓練艦及護航艦，並在停戰後接載美軍返國。1920年內布拉斯加號退役，並在1923年按照華盛頓海軍條約出售拆解。